# Конституция Северной Каролины (1776)
Конституция Северной Каролины 1776 года — первая конституция штата Северная Каролина, принятая 5-м Провинциальным конгрессом в декабря 1776 года, которая юридически оформила создание независимого штата, структуру законодательной, исполнительной, и судебной власти. Одновременно с Конституцией был принят Билль о правах. Согласно новой конституции структура правительства штата во многом напоминала структуру прежнего колониального правительства, с той разницей, что права исполнительной власти были сильно урезаны. Конституция давала большие преимущества землевладельцам и ограничивала политические возможности большинства населения. Призывы к пересмотру конституции начались уже в 1778 году, но только в 1835 году Конституционный конвент пересмотрел и реформировал конституцию 1776 года. В реформированном виде Конституция просуществовала до эпохи Реконструкции, и только в 1868 году была разработана новая конституция.

## История создания
В колониальную эпоху жители Провинции Северная Каролина были подданными британского короля  и подчинялись британским законам. Местной «конституцией» считалась «Каролинская хартия 1663 года», которая передавала власть в колонии лордам-собственникам и оговаривала отношения между колонистами и метрополией. Хартия гарантировала их свободы и защищала их «права англичан», данные Великой хартией вольности. Когда королевская власть начала нарушать эти права, жители колонии присоединились к протестам и к движению за независимость.
14 апреля 1776 года 4-й Провинциальный Конгресс Северной Каролины попытался создать временную конституцию, которая бы заменила британские законы, но сформированный для этого комитет не смог прийти к согласию и был распущен 1 мая. Провинциальный конгресс тоже завершил свою сессию, так что последующие 5 месяцев власть принадлежала Комитету спасения, а вернее группе радикалов, которых возглавлял Корнелиус Харнетт.
В июле 1776 года Тринадцать провинций объявили о своей независимости от Британской империи. 9 августа Комитет спасения на сессии в Галифаксе рекомендовал «всем добрым людям ныне независимого штата Северная Каролина» провести в октябре выборы депутатов, который не только решат вопрос с представительством в Конгрессе, но и сформируют Конституцию, которая есть краеугольный камень Закона. Сразу же началась предвыборная кампания, в ходе которой развернулась ожесточённая борьба между радикалами и консерваторами. Радикалы были сильны в основном в тех округах, где в прошлом имело место движение регуляторов.
Конституционный конвент собрался в Галифаксе 12 ноября. Президентом конвента был единогласно выбран Ричард Кэсвелл, представитель умеренного (ближе к консервативному) крыла политиков. 13 ноября был сформирован комитет по созданию проекта Конституции, куда вошли Вили Джонс, Томас Персон, Гриффит Разерфорд (радикалы), Аллен Джонс, Томас Джонс, Самуэль Эш и Арчибальд Маклэйн (консерваторы), а также Ричард Кэсвелл и Корнелиус Харнетт (умеренные). За прошедший год северокаролинские политики обрели некоторый опыт в вопросах формирования конституции, и уже имелся опыт создания конституций штатов Делавер, Нью-Джерси, Вирджиния и Южная Каролина. Помощь оказал и Джон Адамс, который прислал свои соображения по этим вопросам. 6 декабря комитет предоставил Конвенту текст Конституции, а 12 декабря текст Билля о правах. Оба текста были внимательно обсуждены параграф за параграфом, после чего Билль о правах был принят 17 декабря, а Конституция 18 декабря. Было отдано распоряжение напечатать текст Конституции и немедленно распространить по всем округам штата.

## Конституция
Конституция была короткой и довольно простой. Она лишь в общих чертах описывала устройство правительства и те принципы, на основе которых оно работало. Все детали предполагалось разработать Законодательному собранию. Впоследствии взгляды на устройство конституции изменились, и в конституции 1919 года было уже 198 секций вместо 72-х в конституции 1776 года. Новое правительство штата практически не отличалось от прежнего колониального. Члены конвента хотели создать рабочую модель, а не экспериментировать с теориями, и сохранили те формы правительства, к которым были привычны. Законодательная власть состояла из двух палат: Сената и Палаты представителей. Законодательная состояла из Верховного суда, Адмиралтейского суда, и окружных судов. Исполнительная власть состояла из губернатора, совета и тех чиновников, которые потребуются. Главным отличием от прежнего правительства стало изменения центра политической власти: она принадлежала не столько исполнительной, сколько законодательной ветви. Ранее губернатор назначался королём, никому не отчитывался и никем не контролировался, и приделы его власти не были оговорены. Теперь же он назначался и смещался ассамблеей, и был лишён основных своих полномочий. По словам Уильяма Хупера, у него осталось только право расписаться за получение зарплаты.
В целом Конституция не была творением одного человека или даже группы людей, хотя традиция приписывает авторство некоторых её положений некоторым конкретным лицам. Например, считается, что Корнелиус Харнетт был автором статьи 34-й, которая запрещала давать преимущества какой-нибудь одной церкви или конфессии. Считается, что влияние Ричарда Кэсвела было очень сильным. В конституцию попали многие идеи Самуэла Джонстона, хоть он и не был членом Конвента. Удивительно, что именно Джонстон, убеждённый консерватор и даже враг демократии по мнению его врагов, настоял на том, чтобы губернатор переизбирался ежегодно. «Главный наш вопрос, это как контролировать представителей народа, чтобы они не забирали власти больше, чем совместимо с понятиями свободы, — писал он весной того года, — ...Мне кажется, что не может быть контроля, кроме самого народа, а чтобы этот контроль был более эффективным, нужны ежегодные выборы».
Северокаролинская конституция не была демократической даже формально, и её творцы изначально не планировали устанавливать демократию. Ведущими политиками того времени были землевладельцы, для которых идеалом была Британская конституция. Разрыв с Англией в 1776 году произошёл потому, что колонистам казалось, что их лишают их свобод и прав, и поэтому, создавая свою собственную Конституцию, они защищали права и свободы, которые ранее гарантировались британской конституцией, и думали о защите этих свобод, а не об установлении демократии. Поэтому Конституция 1776 года сформировала правительство, которое было представительной демократией лишь по форме. Право голоса и право занимать посты тоже не были основаны на демократических принципах. Всеобщее избирательное право тогда казалось утопией, интересной, но непрактичной теорией. И хотя они дали право голосовать за выборы в палату представителей всем, кто платил налоги, право выбора сенаторов было дано только тем, у кого имелось земельной собственности минимум 20 гектар. Для того, чтобы быть сенатором, надо было иметь собственности на 120 гектаров, а для права быть выбранным губернатором надо было иметь собственности не менее, чем на 1000 фунтов. Не был оговорен механизм внесения поправок, и саму Конституцию не предполагалось каким-то образом ратифицировать.

## Последствия
В 1784 году Конституция Северной Каролины стала основой для создания конституции штата Франклин, а в 1796 году некоторые положения Конституции вошли в первую конституцию штата Теннесси.

## Пересмотр
К 1830 году стали всё чаще появляться призывы к пересмотру Конституции. Недовольство вызывал высокий имущественный ценз для кандидатов в сенаторы, губернаторы, и для права голоса; слабость исполнительной власти и чрезмерные полномочия законодательной власти; ограничения для не-протестантов и не-христиан; и сама система выборов представителей, которая давала преимущества восточным округам штата. Правительство быстрее создавало новые округа на востоке, чем на западе, что давало жителям востока больше представителей в легислатуре. Призывы к пересмотру звучали ещё на конвенте 1778 года, и постоянно возникали после, но законодательное собрание не давало своего согласия. В 1831 году сгорело здание Капитолия штата, а западные округа отказались согласовать его восстановление пока не будет созван конституционный конвент. В итоге конвент был созван в Роли 4 июля 1835 года.
14 января 1868 года генерал Эдвард Кэнби созвал Конституционный конвент, на котором большинство делегатов были республиканцами. 21-го, 22-го и 23-го апреля апреле прошло голосование, на котором Конституция 1868 года была принята большинством в 93 086 голосов против 74 016. Теперь губернатор избирался на 4 года, а не на 2, его полномочия увеличились; избирательное право стало всеобщим, без расовых или имущественных ограничений; смертная казнь была предусмотрена только за 4 преступления. Несмотря на многочисленные поправки, эта конституция просуществовала до 1971 года и отдельные её части имеют силу по сей день..